# Reinhold Bartenstein
Reinhold Bartenstein (* 22. Juni 1880 in Cammerau; † nach 1951) war ein deutscher Konsul und Manager.

## Leben
Er war der Sohn des Ludwig Reinhold Hilorius Alfred Bartenstein (* 13. Januar 1838 in Meiningen; † 9. August 1901 in Commerau). 
Nach dem Besuch des Humanistischen Gymnasiums schlug Reinhold Bartenstein eine Berufsausbildung im In- und Ausland ein. Im Anschluss daran wurde er Direktor der Filiale Bremen der Deutschen Bank und Discono-Gesellschaft. Daneben war Reinhold Bartenstein als Konsul für Portugal tätig.
Er war mit der Tochter des Geheimen Kommerzienrates Arnold Schoeller aus Düren verheiratet und wohnte in Bremen, Domshof 25.